# 萧县站
萧县站是一个符夹线上的铁路车站，位于安徽省宿州市萧县龙城镇，目前为三等站，邮政编码为235200。车站由上海局集团淮北车务段管辖，办理客运业务，货运办理零散货物快运和专用铁路货运业务。

## 历史
车站于1966年7月1日投入运营，办理客货运业务。车站设有200米的候车室和石砌边站台。1975年10月1日车站由济南铁路局划归上海铁路局管辖，次年路局对车站设施进行改造。
2004年4月18日，车站因距离徐州和淮北两个大站距离较近，导致客流持续偏低而停运客运业务，只办理货运业务。2009年暑运期间，车站曾短暂恢复客运业务，常州-北京K162次、上海-长春K516次、镇江-北京1478次列车临时增加萧县停靠点，暑运结束后车站继续停办客运业务。
2014年开始，萧县地方政府开始和中国铁路总公司商讨恢复萧县站客运业务的事宜，后确定将对车站进行改造后重办客运业务。车站改造于2019年9月完工，2019年12月30日恢复客运业务。

## 车站结构

### 站房
萧县站目前使用的站房预计于2019年12月投入使用，面积3000平方米。并预留站前广场50亩，设公交车站，商场等设施。

### 站场
萧县站站场规模2台5线，站台柱雨棚总面积3150平方米。车站货场设有684平方米整车货物雨棚货位，办理整车货物运输。货场设有通往萧县地方铁路通达运销公司、蚌埠工务段符离集采石场、皖北煤电集团和万锦置业毛郢孜物业管理处的专用线。